# 藏傳密宗
藏傳密宗（藏語：རྡོ་རྗེ་ཐེག་པ་，威利转写：rdo rje theg pa），佛教宗派之一，是流傳在西藏地區的密宗派別，來自印度佛教。它始於蓮花生與寂護，藏傳佛教的四大宗派都有自己的密宗傳承。它包含了四部密續（事續、行續、瑜伽續、無上瑜伽續），但是以無上瑜伽續為主，又可分成舊譯派的大圓滿傳承，與新譯派的大手印，形成兩大主流。

## 概論
藏傳佛教中的密宗傳承，依宗喀巴大師《密宗道次第廣論》分為四部：事續（雜密）、 行續（胎藏密）、 瑜伽續（金剛密）以及無上瑜伽續。藏傳佛教屬密教，有不許公開的秘密傳授，及充滿神秘內容的特徵，更以上師為最重要的皈依，與漢傳佛教不同，也與以金剛界、胎藏界兩部純密為主的東密、唐密不盡相同。因為藏傳佛教是先傳入前三部密續，後傳入無上瑜伽續，無上瑜伽續是藏傳佛教最高極的修行法門。因此，西藏傳統上稱前三部為老密，而無上瑜伽續則稱為新密。
在佛教進入西藏之前，西藏原本就有苯教的傳統。苯教近於蒙古的薩滿教，以役使鬼神為主。蓮華生進入西藏之後，帶入的密宗，其中有許多部份與苯教類似，因此易於被西藏人所接受。苯教的神靈與咒語，也部份被融入藏傳佛教中，被認為是事續的一部份。
蓮華生與寂護傳入西藏的密法，在朗達瑪滅佛之後，多數已喪失傳承，無法了解它的面貌。以時間上來說，他們相當於開元三大士來到中國的時間，因此，他們所傳授的密法，很有可能是行續與瑜伽續。
在朗達瑪滅佛後，西藏再度派人至印度取回佛教經典，此時印度盛行無上瑜伽續。因此，新譯派皆以無上瑜伽續為主要的密宗傳承。新譯派形成，先有噶舉派與噶當派，後有薩迦派，但它們皆源自於那洛巴在那爛陀寺的大手印傳承。寧瑪派雖然據說是傳承自蓮華生大士，但他們的九乘判教，認為無上瑜伽續才是最高的密宗，很明顯的受到了後來新起的無上瑜伽續影響，最終形成了大圓滿傳承。
但部分人士認為藏傳密宗是印度佛教晚期衰落後逐漸被印度婆羅門教融合才產生，所以有許多儀軌與咒語，與婆羅門教相似，因此有學者認為其實這是婆羅門教復興，認為藏密為旁門左道。

## 歷史
據說佛教傳入西藏，大約開始於西元5世紀，吐蕃贊普佗土度時期。據說當時從天而降「百拜懺悔經」、「舍利寶塔」、「六字真言」、「法教軌則」等四寶，但已無法考據其真偽。佛教較大規模地傳入則是在吐蕃贊普松赞干布時期。當時贊普松赞干布與唐朝文成公主及尼婆羅尺尊公主聯姻，佛教自中國與印度兩個方向傳入西藏。與漢傳佛教相同，最初進入西藏的密教，是被稱為雜密的一些咒語儀軌。
到了西元770年左右，贊普赤松德贊邀請印度高僧寂護及蓮花生大師入蕃傳教，建立了吐蕃第一座出家僧寺（桑耶寺），並為七位藏族貴族青年剃度出家（此即著名的「七覺士」）。寂護是一位嫻曉三藏典籍的大法師，蓮花生則是一位精通密咒的大宗師。蓮花生大師來到吐蕃之後，示現多種神通、降伏許多魔障，並傳下大量珍貴的密法。此外，赤松德贊為了奠定佛教根基，也廣泛地翻譯經典。其不僅從印度迎請多位譯師入蕃譯經，也派遣藏族才俊前往印度學習教典及翻譯。但是，到了開成、會昌年間，贊普朗達瑪卻大肆摧毀佛教。在這個時期，寺廟被毀、佛經被焚、僧人被迫還俗或殺害，這使得藏傳佛教在往後的百年間陷入了黑暗期。在這個百年間，佛教僧團在西藏絕跡，教理散失，但是佛教咒語與密法仍然留傳在西藏民間，因此蓮華生的地位逐漸提高。寂護與蓮華生傳入西藏的密法，因傳承斷絕，現今已不可知其原貌。但因他們與開元三大士約在同時，因此他們傳入的有可能是胎藏界與金剛界傳承。
直至西元970年左右，佛教在西藏開始復興。為了彌補先前的損毀，於是西藏民間再次前往印度學習佛典或迎請高僧入藏。這個時期的代表人物以仁欽桑布譯師、阿底峽尊者、卓彌譯師、瑪爾巴譯師為主。在仁欽桑布之前所翻譯的經典被稱為「舊譯派」與「舊密咒」，而於此之後所翻譯的經典被稱為「新譯派」與「新密咒」。由於有了新、舊之分後，故教派也形成了有舊譯派及新譯派。在此時，無上瑜伽續在印度興起，成為密宗的主流，那爛陀寺為其中心。由那洛巴傳承的密法，進入西藏，形成大手印傳承，新譯派皆以此為主流。舊譯派在吸收無上瑜伽續之後，與先前舊有的密法整合，形成了大圓滿傳承。
接著，至中統元年（西元1260年），元世祖忽必烈封薩迦派法王八思巴為國師，授與玉印，統領吐蕃（西藏）。於是，薩迦派在當時成為隶属于宣政院的吐蕃政治與宗教領袖。雖然往後由於元朝的衰敗，薩迦的政治勢力也逐次漸縮，但至現今，薩迦王室在藏人的心目中仍有皇族的象徵。
到了永樂五年（西元1407年），明成祖冊封噶舉派「噶瑪噶舉」第五世法王德行謝巴為「大寶法王」。噶舉派勢力逐漸抬頭，而「大寶法王」這個封號，至今也一直被「噶瑪噶舉」歷代法王所專用。
然而，此時格魯派在宗喀巴的領導之下，聲勢也發展迅速，並不斷擴展。至順治九年（西元1652年），清世祖冊封格魯派領袖五世達賴為「西天大善自在佛統領天下釋教普通瓦赤喇達剌達賴喇嘛」。

## 宗派
主要派別
寧瑪派（紅教）
噶举派（白教）
薩迦（花教）
格魯派（黃教）
覺囊

### 寧瑪派（舊譯派）
寧瑪派一直以来遵循蓮花生大士與寂護上師最初所傳的舊密咒，即便是朗達瑪滅佛后，宁玛派的教法传承也与藏传佛教前弘时期的法统一脉相承。在禁佛时期是采取更为隐蔽的方式进行传授。寧瑪派的教法傳承，主要有三種：一遠者經典傳承，二近者埋藏傳承，三甚深淨境傳承。寧瑪派的教法全部包括在九乘三部裏，九乘包括顯三乘〈一聲聞，二獨覺，三菩薩〉、外密三乘（四事乘，五行乘，六瑜伽）和內密三乘(七大瑜伽乘，八无比瑜伽，九无上瑜伽)。
寧瑪派以大圓滿傳承為主。

### 新譯派
新譯派分成噶當派、噶舉派、薩迦派三個主流。後起的格魯派綜合前人的傳統，成為最強盛的派別。新譯派以大手印傳承為主。

#### 噶举派
所谓“噶举”即“口耳相传”，此派极为讲究师徒之间的口传心授，其创始者为公元十一世纪西藏玛尔巴大译师，又经玛尔巴大译师之徒米拉日巴大师，米拉日巴大师之徒冈波巴大师相传使得以发扬光大繁盛一时。玛尔巴大译师、米拉日巴大师及冈波巴大师并称为“噶举三祖”。噶举派支派繁多，有“四大八小”之说，又因玛尔巴大译师、米拉日巴大师说法时皆遵循印度、尼泊尔密教传统身着白袍，所以又被称作“白教”。

#### 薩迦派
西藏佛教薩迦派得名自昆族成員之一的恭卻嘉波（1034-1102），於1073年在西藏西南部薩迦（原義為灰土之地）一地所建的寺院。
在對昆族父子血脈傳承的授記中，珍貴上師蓮花生大師和阿底峽尊者，均曾親見薩千貢噶寧波為文殊師利的化身們所環繞—這表示所有昆族血脈中的子孫都是至高神聖的。
關於薩迦的建寺，釋迦牟尼佛曾在「文殊師利本續」中預言授記：薩迦寺將使佛法在西藏盛開；而蓮師的授記則是預言該寺建寺之前，將有四座舍利塔被豎立在四方以清淨地基，使其成為吉祥之地。
西元1040年，尊貴的阿底峽尊者(982-1053)從印度至西藏行經此地時，曾做了多次頂禮及供養。他在山邊接連感知種子字「啥」、七個種子字「迪」及種子字「吽」，因而授記該地將出現一位觀世音菩薩的化身、七位文殊師利菩薩的化身，以及一位金剛手菩薩的化身，使之成為一切眾生幸福的泉源。在這個佛陀與蓮師授記的地方，昆恭卻嘉波創建了薩迦寺，從而出現了今日所傳稱的薩迦巴。
此時昆族在修學寧瑪傳承之外，也研習流傳於十一世紀西藏新傳密法的理論與方法，特別以卓彌大譯師（994-1078）與其弟子所傳持的「道果」最為重要。
十二、十三世紀時，薩迦傳承在西藏的宗教和文化生活中，躍升至顯著的地位－這大部分要歸功於薩迦初祖-薩千貢噶寧波（1092-1158）、薩迦二祖索南策莫（1142-1182）、薩迦三祖扎巴蔣稱（1147-1216）、薩迦四祖-薩迦班智達（1182-1251）及薩迦五祖-法王八思巴（1235-1280）在弘傳教證二法上的努力。昆恭卻嘉波之子-薩千貢噶寧波，是觀世音菩薩的化現，是殊勝的大菩薩、三界之尊，及尋求解脫者的導引。當他十二歲時，依止上師拔日大譯師（1040-1111），專一不移地修持了六個月，感得文殊師利菩薩親自現身，賜給他「離四執」的教法，於是薩千貢噶寧波於剎那間，了悟一切圓滿佛道之要點皆攝含於此教法中。他還精通一切當時所有西藏、印度聖人與成就者所傳授的顯密教法，特別是他持有印度大成就者毘瓦巴道果遠近傳承。 他的兒子索南策莫證悟一切成就之內相，親見諸多本尊並擁有天眼通，能同時在不同地方示現六種色身傳法與灌頂，圓寂時化為虹光身消失在一片光明中，即身圓滿究竟佛果。
索南策莫的弟弟扎巴蔣稱，十一歲時即昇座說法、辯才無礙；每日毫無間斷地禪修七十種密法，曾以神通阻止日蝕發生，具足前往不同佛剎的能力。 扎巴蔣稱的姪子—薩迦班智達慶喜幢，是薩迦派和漢地淵源之始。他是文殊師利的化身，能立刻通曉一切教法，並獲得清晰的理解，對其他知識亦然。他從無數印度、尼泊爾、喀什米爾和西藏上師處受教。透過研習、深思和禪修，成為一位深廣的智慧藏者，與精通一切教法的大師，並進一步透過教授、辯論和著書立說顯揚正法。
薩迦班智達是第一位在辯論中，大敗印度外道學者的西藏人，聲譽因此遍揚全印度。他同時也是西藏第一位三因明和十明的邏輯探究傳承之創始者。 法王八思巴是賢劫千佛第五十五佛的化身，他和叔父薩迦班智達一起到漢地，後來受到元世祖忽必烈的邀請，在漢地弘揚佛法利益眾生。有次對七萬僧侶傳法時，八思巴藉著精湛的辯論，擊敗七位精通仙術的外道，並使之轉而皈依佛法。元世祖忽必烈在帝師之外，另封大寶法王，使八思巴首開大寶法王冊封先例，並為元明二朝沿用為冊封西藏佛教領袖的最高封號。
使八思巴成為藏區三地的宗教和政治領袖，薩迦王朝由此確立。 從那時起，薩迦傳承和它的兩個主要支派－由哦千貢噶桑波（1382-1457）創立的哦支派，和茶千羅桑嘉措（1494-1556）所創立的茶支派，便以無數赫赫有名的瑜伽士和學者以為嚴飾。現在的薩迦傳承，在第四十一任薩迦法王（1945-）的慈悲領導下，正往西藏以外的印度、東南亞、北美和歐洲等地播種紮根。

#### 噶當派
噶當派創建於1056年。藏語「噶」指佛語，「噹」指教授。「噶當」意為用佛的教誨來指導凡人接受佛教道理的意思，故稱「噶當派」。

#### 格魯派
15世纪初，宗喀巴及其弟子贾曹杰、克主杰等延續噶當派教法，创立格鲁派。下传达赖、班禅两大系，为现今藏地盛行的一大密宗教派。

#### 覺囊派
因在覺囊縣建立的覺囊寺，發展起來故紀念叫覺囊派。 覺囊派所持之法是釋迦牟尼佛親自傳授的一切密法，因而覺囊派也是釋迦牟尼佛所講一切密法精華重要的一支。

## 藏密三昧耶戒
藏密修学，也首依持三昧耶戒，一般在接受灌顶时受持此戒，但其所出经典与漢傳密教不同。格魯派三昧耶戒取自德光《律经》、慧贤《律经注》与宗喀巴《秘密戒颂》。宗喀巴认为瑜伽部和无上瑜伽部的灌顶都需要遵守十四根本戒，而在他的密宗道次第广论中，讲事部、行部道次第则以苏悉地经和大日经所宣讲的三味耶为主。寧瑪派则认为下三部密法的灌顶各有其戒律，十四根本戒仅为无上密三部共同遵守。在此十四条戒律的基础上，不同的灌顶又有不同的戒律。如《大幻化網》的戒律，包括五條根本戒與十條支分戒；大圆满则有二十七根本戒。无论那一派，也以尊师为根本戒。
| 事部十四根本戒       | 净信佛宝                                   | 净信法宝                                   | 净信僧宝                                   | 净信密宗                                                                       | 胜解大乘                                                                       | 恭敬师友                                                                       | 不嗔怒世间出世间及他宗天神                 | 晦望四时供养不衰                           | 不祭祀外道及其经典                         | 饮食供养来访之陌生人                                                                     | 慈悯众生                                                                                 | 精进培植福德资粮                                                                         | 勤行念颂                                               | 严密护持其他的密宗誓言                                 |                                                    |
| 行部十四根本戒       | 不杀生                                     | 不偷盗                                     | 不邪淫                                     | 不妄语                                                                         | 不两舌                                                                         | 不绮语                                                                         | 不粗恶语                                   | 不贪心                                     | 不嗔恨                                     | 不邪见                                                                                   | 不捨正法                                                                                 | 不捨菩提心                                                                               | 不因悭贪而不布施                                       | 不害有情                                               |                                                    |
| 瑜伽部十四根本戒     | 如来部                                     | 如来部                                     | 如来部                                     | 金刚部                                                                         | 金刚部                                                                         | 金刚部                                                                         | 宝生部                                     | 宝生部                                     | 宝生部                                     | 宝生部                                                                                   | 莲花部                                                                                   | 莲花部                                                                                   | 莲花部                                                 | 事业部                                                 |                                                    |
| 瑜伽部十四根本戒     | 皈依佛                                     | 皈依法                                     | 皈依僧                                     | 不离金刚杵                                                                     | 不离金刚铃                                                                     | 不捨上师                                                                       | 法布施                                     | 财布施                                     | 无畏布施                                   | 布施                                                                                     | 外不捨事部与行部                                                                         | 内不捨瑜伽部                                                                             | 不捨三乘佛法                                           | 精勤供养                                               |                                                    |
| 五方佛戒             | 毗卢遮那佛六戒                             | 毗卢遮那佛六戒                             | 毗卢遮那佛六戒                             | 不动佛四戒                                                                     | 不动佛四戒                                                                     | 不动佛四戒                                                                     | 宝生佛四戒                                 | 宝生佛四戒                                 | 宝生佛四戒                                 | 宝生佛四戒                                                                               | 阿弥陀佛三戒                                                                             | 阿弥陀佛三戒                                                                             | 阿弥陀佛三戒                                           | 不空成就佛二戒                                         |                                                    |
| 五方佛戒             | 皈依佛、皈依法、皈依僧                     | 学律仪、学摄善法戒                         | 学饶益有情戒                               | 持铃                                                                           | 持杵                                                                           | 自观为佛、恭敬上师                                                             | 法施                                       | 财施                                       | 无畏施                                     | 慈施                                                                                     | 作密、行密为一法                                                                         | 瑜伽密、无上瑜伽密为一法                                                                 | 三乘为一法护持不诤                                     | 受持前四部戒，尽力供养                                 |                                                    |
| 金刚萨埵二十五禁行戒 | 五根本罪                                   | 五根本罪                                   | 五根本罪                                   | 五近罪                                                                         | 五近罪                                                                         | 五近罪                                                                         | 五杀罪                                     | 五杀罪                                     | 五杀罪                                     | 五怨恨                                                                                   | 五怨恨                                                                                   | 五怨恨                                                                                   | 五根境罪                                               | 五根境罪                                               |                                                    |
| 金刚萨埵二十五禁行戒 | 不杀细微生灵，乃至禁止刹那的害心、损恼     | 不杀细微生灵，乃至禁止刹那的害心、损恼     | 不杀细微生灵，乃至禁止刹那的害心、损恼     | 通过打牌、下棋等方式赌博                                                       | 通过打牌、下棋等方式赌博                                                       | 通过打牌、下棋等方式赌博                                                       | 欲求善趣，为了供施而杀牦牛                 | 欲求善趣，为了供施而杀牦牛                 | 欲求善趣，为了供施而杀牦牛                 | 对于正法与世间法的同行善友生嗔怀恨                                                       | 对于正法与世间法的同行善友生嗔怀恨                                                       | 对于正法与世间法的同行善友生嗔怀恨                                                       | 眼、耳、鼻、舌、身五根识不应贪执色、声、香、味、触五境 | 眼、耳、鼻、舌、身五根识不应贪执色、声、香、味、触五境 |                                                    |
| 金刚萨埵二十五禁行戒 | 以自私自利欺骗他人的心态说妄语             | 以自私自利欺骗他人的心态说妄语             | 以自私自利欺骗他人的心态说妄语             | 依靠别人为了饮食、钱财而杀的肉等非法食品维生                                   | 依靠别人为了饮食、钱财而杀的肉等非法食品维生                                   | 依靠别人为了饮食、钱财而杀的肉等非法食品维生                                   | 为了供神而杀孩童                           | 为了供神而杀孩童                           | 为了供神而杀孩童                           | 对依照二轨应当恭敬的尊者长者等生嗔怀恨                                                   | 对依照二轨应当恭敬的尊者长者等生嗔怀恨                                                   | 对依照二轨应当恭敬的尊者长者等生嗔怀恨                                                   | 眼、耳、鼻、舌、身五根识不应贪执色、声、香、味、触五境 | 眼、耳、鼻、舌、身五根识不应贪执色、声、香、味、触五境 |                                                    |
| 金刚萨埵二十五禁行戒 | 盗取旁生以上执为我所的他者财物             | 盗取旁生以上执为我所的他者财物             | 盗取旁生以上执为我所的他者财物             | 以烦恼心引发而谈论战争、经商的话题等                                           | 以烦恼心引发而谈论战争、经商的话题等                                           | 以烦恼心引发而谈论战争、经商的话题等                                           | 为了供施而杀男人                           | 为了供施而杀男人                           | 为了供施而杀男人                           | 对人天上师佛陀生嗔怀恨                                                                   | 对人天上师佛陀生嗔怀恨                                                                   | 对人天上师佛陀生嗔怀恨                                                                   | 眼、耳、鼻、舌、身五根识不应贪执色、声、香、味、触五境 | 眼、耳、鼻、舌、身五根识不应贪执色、声、香、味、触五境 |                                                    |
| 金刚萨埵二十五禁行戒 | 依止他人的女人等行邪淫                     | 依止他人的女人等行邪淫                     | 依止他人的女人等行邪淫                     | 将吠陀中所说的祭祀祖先所信奉的神祇等视为解脱的善法、唯一依止以牲畜供施等魔法   | 将吠陀中所说的祭祀祖先所信奉的神祇等视为解脱的善法、唯一依止以牲畜供施等魔法   | 将吠陀中所说的祭祀祖先所信奉的神祇等视为解脱的善法、唯一依止以牲畜供施等魔法   | 为了女人而杀女人                           | 为了女人而杀女人                           | 为了女人而杀女人                           | 对比丘僧众生嗔怀恨                                                                       | 对比丘僧众生嗔怀恨                                                                       | 对比丘僧众生嗔怀恨                                                                       | 眼、耳、鼻、舌、身五根识不应贪执色、声、香、味、触五境 | 眼、耳、鼻、舌、身五根识不应贪执色、声、香、味、触五境 |                                                    |
| 金刚萨埵二十五禁行戒 | 饮用产生罪过根源的迷醉之酒                 | 饮用产生罪过根源的迷醉之酒                 | 饮用产生罪过根源的迷醉之酒                 | 除了自己杀的肉以外以业力而死的肉不吃、穿著白衣、饮用鸡蛋清等，随学边地非法陋轨 | 除了自己杀的肉以外以业力而死的肉不吃、穿著白衣、饮用鸡蛋清等，随学边地非法陋轨 | 除了自己杀的肉以外以业力而死的肉不吃、穿著白衣、饮用鸡蛋清等，随学边地非法陋轨 | 杀人天上师、即指毁坏佛菩萨像、经典以及佛塔 | 杀人天上师、即指毁坏佛菩萨像、经典以及佛塔 | 杀人天上师、即指毁坏佛菩萨像、经典以及佛塔 | 对理当依止的堪布阿阇黎等上师生嗔怀恨                                                     | 对理当依止的堪布阿阇黎等上师生嗔怀恨                                                     | 对理当依止的堪布阿阇黎等上师生嗔怀恨                                                     | 眼、耳、鼻、舌、身五根识不应贪执色、声、香、味、触五境 | 眼、耳、鼻、舌、身五根识不应贪执色、声、香、味、触五境 |                                                    |
| 五部共同誓言         | 如来部誓言                                 | 如来部誓言                                 | 如来部誓言                                 | 金刚部誓言                                                                     | 金刚部誓言                                                                     | 金刚部誓言                                                                     | 珍宝部誓言                                 | 珍宝部誓言                                 | 珍宝部誓言                                 | 莲花部誓言                                                                               | 莲花部誓言                                                                               | 莲花部誓言                                                                               | 事业部誓言                                             | 事业部誓言                                             |                                                    |
| 五部共同誓言         | 修习愿行二菩提心与三律仪                   | 修习愿行二菩提心与三律仪                   | 修习愿行二菩提心与三律仪                   | 受持手印铃杵、依止上师                                                         | 受持手印铃杵、依止上师                                                         | 受持手印铃杵、依止上师                                                         | 财施、法施、无畏施与慈施                   | 财施、法施、无畏施与慈施                   | 财施、法施、无畏施与慈施                   | 受持内外密乘义                                                                           | 受持内外密乘义                                                                           | 受持内外密乘义                                                                           | 尽可能地供养内外密的供品                               | 尽可能地供养内外密的供品                               |                                                    |
| 五部不共誓言         | 如来部誓言                                 | 如来部誓言                                 | 如来部誓言                                 | 金刚部誓言                                                                     | 金刚部誓言                                                                     | 金刚部誓言                                                                     | 珍宝部誓言                                 | 珍宝部誓言                                 | 珍宝部誓言                                 | 莲花部誓言                                                                               | 莲花部誓言                                                                               | 莲花部誓言                                                                               | 事业部誓言                                             | 事业部誓言                                             |                                                    |
| 五部不共誓言         | 痴心清净，而享用五肉、饮酒、享用五甘露     | 痴心清净，而享用五肉、饮酒、享用五甘露     | 痴心清净，而享用五肉、饮酒、享用五甘露     | 嗔心清净而杀生                                                                 | 嗔心清净而杀生                                                                 | 嗔心清净而杀生                                                                 | 我慢清净而取他物                           | 我慢清净而取他物                           | 我慢清净而取他物                           | 贪心清净而邪淫                                                                           | 贪心清净而邪淫                                                                           | 贪心清净而邪淫                                                                           | 嫉妒清净、而说妄语                                     | 嫉妒清净、而说妄语                                     | 嫉妒清净、而说妄语                                 |
| 无上密十四根本戒     | 不诋毁上师                                 | 不违如来教                                 | 不嗔恨道友                                 | 不捨弃慈心                                                                     | 不捨菩提心                                                                     | 不诋毁宗派                                                                     | 不泄露秘密                                 | 不诋毁五蕴                                 | 不于法生疑                                 | 不拒度恶者                                                                               | 不揣度正法                                                                               | 不令信士厌                                                                               | 不拒受圣物                                             | 不诋毁女性                                             |                                                    |
| 无上密八支分粗堕     | 亲近不具备修密行条件的女性                 | 在密聚餐集会中进行争吵                     | 从非摄取对象摄取甘露                       | 因贪财吝法，对成熟的弟子不传密法                                               | 对虔诚弟子的问法，不答或答非所问                                               | 在不信密法的小乘弟子家中留宿一周以上                                           | 冒充密法师，信口谈密说空                   | 对未经灌顶者谈密行密法                     |                                            |                                                                                          |                                                                                          |                                                                                          |                                                        |                                                        |                                                    |
| 大幻化网十五条戒     | 五条根本戒                                 | 五条根本戒                                 | 五条根本戒                                 | 五条根本戒                                                                     | 五条根本戒                                                                     | 十条支分戒                                                                     | 十条支分戒                                 | 十条支分戒                                 | 十条支分戒                                 | 十条支分戒                                                                               | 十条支分戒                                                                               | 十条支分戒                                                                               | 十条支分戒                                             | 十条支分戒                                             |                                                    |
| 大幻化网十五条戒     | 恭敬上师                                   | 不捨无上                                   | 不间断密咒及手印                           | 慈愍已入正道者                                                                 | 对非法器保守秘密                                                               | 不捨贪、瞋、痴、慢、嫉五毒                                                     | 不捨贪、瞋、痴、慢、嫉五毒                 | 不捨贪、瞋、痴、慢、嫉五毒                 | 不捨贪、瞋、痴、慢、嫉五毒                 | 不捨贪、瞋、痴、慢、嫉五毒                                                               | 不捨五甘露                                                                               | 不捨五甘露                                                                               | 不捨五甘露                                             | 不捨五甘露                                             |                                                    |
| 大圆满二十七根本誓言 | 身之三种外誓言                             | 身之三种内誓言                             | 身之三种内誓言                             | 身之三种密誓言                                                                 | 身之三种密誓言                                                                 | 语之三种外誓言                                                                 | 语之三种内誓言                             | 语之三种密誓言                             | 语之三种密誓言                             | 意之三种外誓言                                                                           | 意之三种内誓言                                                                           | 意之三种内誓言                                                                           | 意之三种密誓言                                         | 意之三种密誓言                                         |                                                    |
| 大圆满二十七根本誓言 | 外外誓言：断不予取                         | 内外誓言：不诋毁父母、道友与自之身体       | 内外誓言：不诋毁父母、道友与自之身体       | 密外誓言：不殴打或准备殴打金刚道友的身体、不诋毁其装饰                         | 密外誓言：不殴打或准备殴打金刚道友的身体、不诋毁其装饰                         | 断除妄语                                                                       | 诽谤说法者                                 | 不轻侮违越金刚道友之语                     | 不轻侮违越金刚道友之语                     | 断除害心                                                                                 | 断除放逸草率的邪行                                                                       | 断除放逸草率的邪行                                                                       | 断除每日每座不作意见修行                               | 断除每日每座不作意见修行                               |                                                    |
| 大圆满二十七根本誓言 | 外内誓言：断非梵行                         | 内内誓言：不诋毁法与补特伽罗               | 内内誓言：不诋毁法与补特伽罗               | 密内誓言：不侮辱上师的空行母                                                   | 密内誓言：不侮辱上师的空行母                                                   | 断离间语                                                                       | 不诽谤思维法义者                           | 不轻侮违越上师手印及侍者之语               | 不轻侮违越上师手印及侍者之语               | 断除嗔心                                                                                 | 断除沉掉歧障的邪修                                                                       | 断除沉掉歧障的邪修                                                                       | 断除不观修本尊                                         | 断除不观修本尊                                         |                                                    |
| 大圆满二十七根本誓言 | 外密誓言：断除杀生                         | 内密誓言：不殴打苦行轻侮、折磨自己的身体   | 内密誓言：不殴打苦行轻侮、折磨自己的身体   | 密密誓言：不践踏上师的身影，在其前言行谨慎                                     | 密密誓言：不践踏上师的身影，在其前言行谨慎                                     | 断粗语                                                                         | 不诽谤修持实相者                           | 不轻侮违越上师的一切言教                   | 不轻侮违越上师的一切言教                   | 断除邪见                                                                                 | 断除常断边执的邪见                                                                       | 断除常断边执的邪见                                                                       | 断除不观修上师瑜伽及对道友不修慈心                     | 断除不观修上师瑜伽及对道友不修慈心                     |                                                    |
| 大圆满二十五支分誓言 | 五应行                                     | 五应行                                     | 五应行                                     | 五不捨誓言                                                                     | 五不捨誓言                                                                     | 五不捨誓言                                                                     | 五应取誓言                                 | 五应取誓言                                 | 五应取誓言                                 | 五应知之誓言                                                                             | 五应知之誓言                                                                             | 五应知之誓言                                                                             | 五应修之誓言                                           | 五应修之誓言                                           |                                                    |
| 大圆满二十五支分誓言 | 为利他而行降伏、双运、取不予取、妄语，绮语 | 为利他而行降伏、双运、取不予取、妄语，绮语 | 为利他而行降伏、双运、取不予取、妄语，绮语 | 不断贪、嗔、痴、慢、嫉五毒                                                     | 不断贪、嗔、痴、慢、嫉五毒                                                     | 不断贪、嗔、痴、慢、嫉五毒                                                     | 享用大香、小香、人血、人肉、享用五甘露     | 享用大香、小香、人血、人肉、享用五甘露     | 享用大香、小香、人血、人肉、享用五甘露     | 认识五蕴为五如来佛父，五大为五佛母，五境为五勇母，五根与五根识为五勇士，五色为五部五智慧 | 认识五蕴为五如来佛父，五大为五佛母，五境为五勇母，五根与五根识为五勇士，五色为五部五智慧 | 认识五蕴为五如来佛父，五大为五佛母，五境为五勇母，五根与五根识为五勇士，五色为五部五智慧 | 修持如来部、金刚部、珍宝部、莲花部与事业部五部法门     | 修持如来部、金刚部、珍宝部、莲花部与事业部五部法门     | 修持如来部、金刚部、珍宝部、莲花部与事业部五部法门 |
| 大圆满特殊誓言二十条 | 不损害金刚上师的身体、不违背其教言         | 不享用上师的空行母                         | 不损耗信士的资粮                           | 不享用三宝信财与智者的财产，不饮用醉人的酒                                     | 不享用金刚道友的明妃                                                           | 不依止劣相明妃                                                                 | 不依靠不具法相的圣物                       | 不诽谤智者的功德                           | 对非法器不传密法                           | 不能捨弃具相明妃与堪为法器的弟子                                                         | 不离空乐之义及其因——佛父佛母                                                             | 对于金刚道友甚至连开玩笑也不能发生内战                                                   | 不食用他人享用剩下的饮食                               | 不要贪执上师的地位                                     |                                                    |
| 大圆满特殊誓言二十条 | 不要脱离自他的界限                         | 等持不要跟随沉掉所转                       | 念经诵咒仪轨不要被人的闲言碎语所中断       | 不离灌顶因之手印，不说表示法                                                   | 不扰乱瑜伽士之坛城，不退士夫之咒力                                             | 不应当失去顶戴上师                                                             |                                            |                                            |                                            |                                                                                          |                                                                                          |                                                                                          |                                                        |                                                        |                                                    |

## 研究書目
- John Blofeld 著，耿昇 譯：《西藏佛教密宗》（拉薩：西藏人民出版社，1992）。